# Karne Hesketh
Pour les articles homonymes, voir Hesketh (homonymie).

a Compétitions nationales et continentales officielles uniquement.

b Matchs officiels uniquement.
Dernière mise à jour le 4 août 2022.
Karne Hesketh, né le 1er août 1985 à Napier (Nouvelle-Zélande), est un joueur de rugby à XV international japonais d'origine néo-zélandaise évoluant aux postes d'ailier ou de centre. Il évolue la majorité de sa carrière professionnelle avec le club des Munakata Sanix Blues en Top League entre 2010 et 2022. Il mesure 1,78 m pour 98 kg.

## Biographie
Karne Hesketh est le conjoint de l'internationale néo-zélandaise de rugby à XV Carla Hohepa.

## Carrière

### En club
Karne Hesketh est scolarisé à la Napier Boys' High School (en) dans sa ville natale, et joue au rugby avec l'équipe de l'établissement.
Il commence ensuite sa carrière professionnelle en 2006 en National Provincial Championship (NPC) avec l'équipe de sa province natale : Otago. Malgré de bonnes performances au niveau provincial (14 essais en 35 matchs), il ne parvient pas à décrocher de contrat en Super Rugby,. Il est présent dans le groupe élargi des Highlanders en 2009, mais ses lacunes défensives ne lui permettent pas d'obtenir du temps de jeu.
En 2010, il décide alors de rejoindre l'équipe japonaise des Fukuoka Sanix Blues (futur Munakata Sanix Blues) qui évolue en Top League. Il effectue par la suite trois premières bonnes saisons, où malgré un faible nombre de titularisations (7 en 39 matchs), il arrive à inscrire 22 essais. Il reste fidèle à son club malgré deux descentes en Top Ligue Kyushu A en 2013 et 2015.
En 2016, à la création de la nouvelle franchise japonaise de Super Rugby des Sunwolves, il refuse de l'intégrer pour des raisons familiales.
En 2022, dans le cadre de la réforme du championnat japonais, son équipe est reversée en troisième division de la League One. Il dispute alors une dernière saison avec les Sanix Blues, avant que le club ne cesse son activité à suite de difficulté financières. Âgé de 36 ans, Hesketh décide alors de prendre sa retraite de joueur, et devient entraîneur de rugby dans une école primaire locale.

### En équipe nationale
Karne Hesketh participe à des essais avec l'équipe néo-zélandaise des moins de 21 ans en 2006, sans que cela ne débouche sur une sélection.
Il devient sélectionnable avec le Japon à partir de 2013, car il a joué plus de trois ans dans le championnat local et il n'a jamais porté les couleurs de son pays d'origine.
Hesketh joue son premier match international avec l'équipe du Japon le 1er novembre 2014 contre les Māori All Blacks. Il obtient sa première cape officielle deux semaines plus tard, le 15 novembre 2014 à l'occasion d'un match contre l'équipe de Roumanie à Bucarest.
Il fait partie du groupe japonais choisi par Eddie Jones pour participer à la Coupe du monde 2015 en Angleterre,. Il dispute quatre matchs, contre l'Afrique du Sud, l'Écosse, les Samoa et les États-Unis.
Lors du premier match de cette compétition, contre l'Afrique du Sud, il rentre à la 78e minute du match à la place d'Akihito Yamada et marque l'essai de la victoire lors du temps additionnel,.
Après le mondial, il ne joue que deux rencontres internationales en 2016, puis n'est plus rappelé en sélection. La fin de sa carrière internationale fait suite à la volonté du joueur de ne pas rejoindre les Sunwolves, et de mettre sa carrière internationale entre parenthèses pour privilégier sa vie de famille,.

## Palmarès

### En club
- Vainqueur de la Top Ligue Kyushu A en 2013 et 2015.

### En équipe nationale
- Participation à la Coupe du monde en 2015 (4 matchs).
- Vainqueur du Championnat d'Asie de rugby à XV en 2015.

## Statistiques internationale
- 16 sélections avec le Japon entre 2014 et 2016[3].
- 35 points (7 essais)